# Кохно, Борис Евгеньевич
Бори́с Евге́ньевич Кохно́ (3 января 1904, Москва, Российская империя — 8 декабря 1990, Париж, Франция) — русский и французский театральный деятель, писатель, антрепренёр и либреттист русского происхождения.

## Биография
В юности Борис Кохно учился в Елисаветграде, был близким другом композитора Кароля Шимановского. В 1920 году уехал в Париж. Там художником Сергеем Судейкиным Борис был представлен Сергею Дягилеву. Некоторое время они были любовниками. Кохно до самой смерти Дягилева был его секретарём и помощником. Для «Русских сезонов» он написал либретто оперы «Мавра» (1922), балетов «Докучные» (1922), «Матросы» (1925), «Кошка» (1927) и «Блудный сын» (1929). 
Борис Кохно и Серж Лифарь были при Дягилеве в последние часы его жизни. Именно они унаследовали часть его архивов и коллекций.
В начале 1920-х у Кохно был роман с композитором Коулом Портером.
Желая увековечить и продолжить работу Дягилева, Кохно содействовал созданию Русского балета Монте-Карло под руководством полковника де Базиля и Рене Блюма. Это опыт, продлившийся три года, закончился ссорой между двумя директорами и созданием двух конкурирующих компаний. После Второй мировой войны Кохно вместе с Роланом Пети участвовал в создании труппы «Балет Елисейских полей». Более двадцати лет Кохно состоял в связи с художником Кристианом Бераром, они составляли известную в театральном мире и общественных кругах пару.
Умер в Париже, похоронен на кладбище Пер Лашез.